# Теодора Лазаревич
Теодора Лазаревич е дъщеря на княз Лазар Хребелянович и Милица Хребелянович. Омъжена е за унгарския бан Никола II Горянски като годината на тяхната сватба не е известна. Тя ражда на съпруга си син Никола III Горянски (починал след 1435 г.) и дъщеря Катерина.
Теодора умира вероятно преди 1401 г., тъй като около 1405 г. Никола Горянски се жени повторно.